# 阿卡西隱帶麗魚
阿卡西隱帶麗魚，又稱阿氏隐带丽鱼、小隐带丽鱼，為輻鰭魚綱鱸形目隆頭魚亞目慈鯛科的其中一種。

## 分布
本魚分布南美洲巴西、哥倫比亞、祕魯的亞馬遜河流域。

## 特徵
本魚從吻部開始有一道黑色條紋，延伸至尾柄處。背部呈金褐色，臉上有綠藍色條紋，一條深色斜紋穿過眼睛。雌魚體型較小，呈灰褐色，且沒有對比色。各鰭呈金黃色。體長約在4至7公分。

## 生態
本魚棲息溪流中，肉食性。繁殖時，雌魚在不易看見的洞穴中產卵，此時，會具有地域性。

## 經濟利用
屬於小型的觀賞魚，性情溫和。飼養時以一尾雄魚配數尾雌魚，水族箱以約60公分寬的為宜。